# Perzisch tapijt

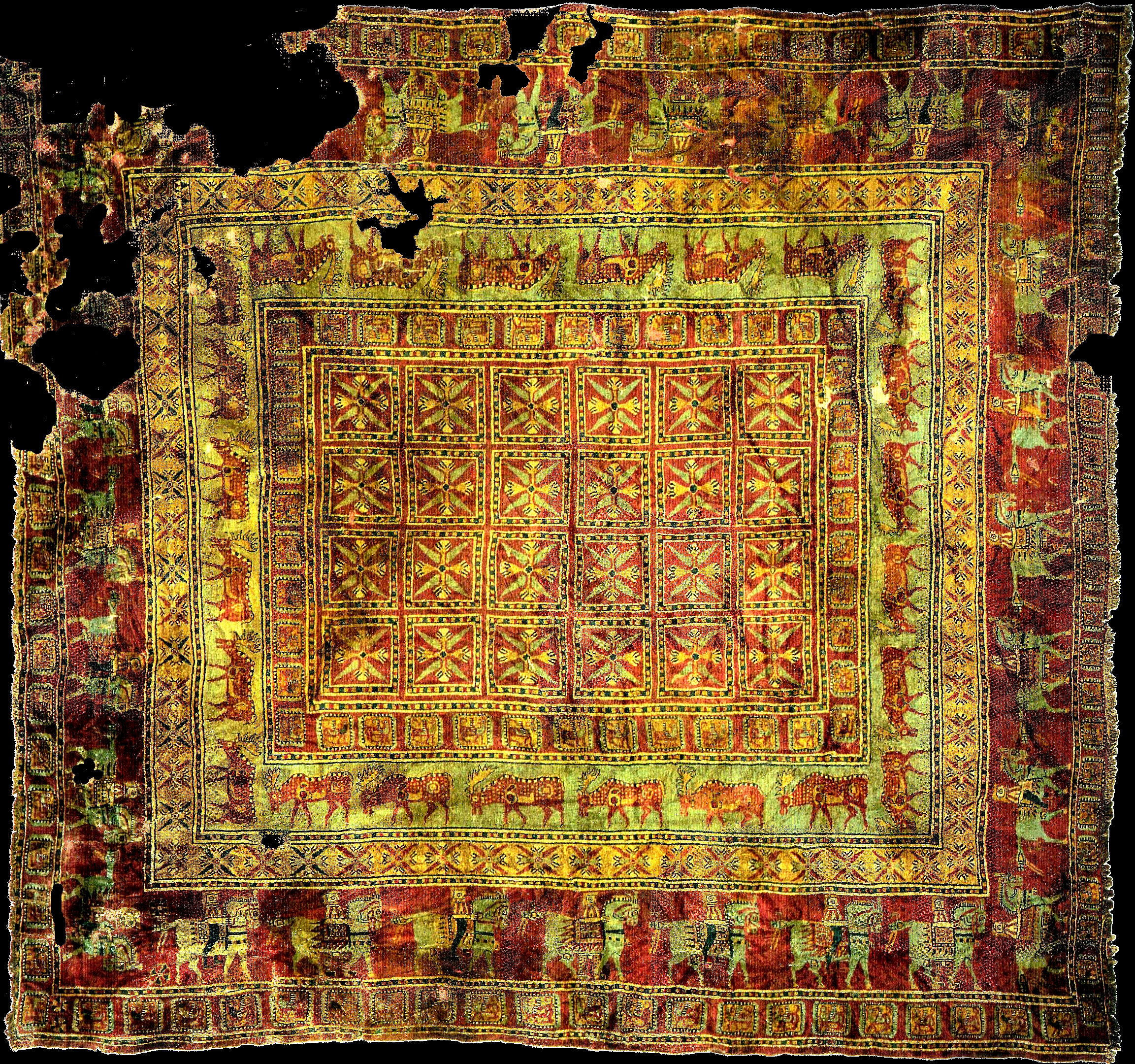
Pazyryktapijt

Een Perzisch tapijt is de benaming voor een met de hand gemaakt tapijt uit Perzië/Iran. Perzische tapijten worden gerekend tot de vroege toegepaste kunst. In de Bijbel wordt al gesproken over het gebruik van kleden voor de versiering van de tempel. Het oudst bekende geknoopte tapijt is de zogenaamde Pazyryk. Een Perzisch of oosters tapijt is een kleed dat met de hand is gemaakt (zie tapijtknopen), machinaal vervaardigde kleden behoren niet tot deze groep. Een "oosters" tapijt kan derhalve ook uit andere zuidelijk Aziatische landen komen, waaronder Afghanistan.
Perzische tapijten worden onderscheiden in:
- met de hand geweven stukken zonder pool, de zogenaamde kelims
- met de hand geweven en met de hand geknoopte stukken. Deze kleden hebben een pool die in het weefsel is geknoopt en die de bovenzijde van het kleed vormt.

## Het Perzisch tapijt in Nederland en Europa

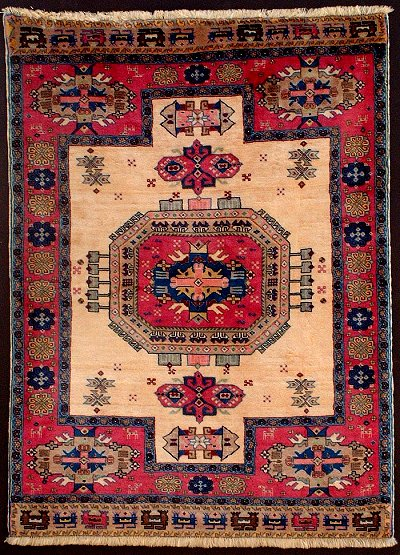
Kazak uit Oost-Iran

Bijna onopgemerkt verdwijnt het Perzische tapijt van de Europese markt. Het Perzisch tapijt is zeker in Nederland al jaren geen hot item, maar toch nog steeds goed voor een omzet van ongeveer 10 miljoen euro per jaar (2005). Een Perzisch tapijt komt uit Iran (of de andere genoemde landen) en is gemaakt in de stad of streek waarvan het de naam draagt. Bijvoorbeeld een Bijar-tapijt is gemaakt in een atelier in of in de buurt van de Iraanse stad Bijar. Veel tapijten komen tegenwoordig echter uit andere landen zoals India en Pakistan, het zijn kopieën van de originele Perzische tapijten.
De meeste tapijten die uit Iran naar de Europese markt komen worden wel in Iran gemaakt, maar niet langer in de plaats waar het tapijt naar is vernoemd. Een bezwaar is dat er op deze wijze geen ontwikkeling meer is. Door de tijd veranderen patronen en kleuren in elke plaats waar tapijten gemaakt worden. De productie van tapijten op gecentraliseerde locaties stopt deze eeuwenoude cultuur en plaatst de handgeknoopte tapijten op het peil van een machinaal geweven stuk.
Er zijn twee belangrijke redenen voor deze ontwikkeling:
- Door het huidige bewind worden nomaden gedwongen zich in steden of dorpen te vestigen (afname van 2.000.000 in 1966 naar 240.000 in 2006. Bron: Encarta®);
- door de verbeterde economie kunnen tapijtknopers en -knoopsters in andere beroepen meer verdienen.

De gevolgen zijn:
- De echte nomadentapijten zijn zo goed als verdwenen en ook in Iran niet meer te koop;
- de ateliertapijten zijn schaars en voor de Europese markt te duur.

Vooral in het oosten van Iran zijn nog goedkope arbeidskrachten te vinden en daar worden dan ook veel "goedkope" Perzische tapijten gemaakt.
De foto toont een zogenaamde Kazak, het patroon is onmiskenbaar Kazak (Kaukasus). Dit tapijt is gemaakt in Oost-Iran en is een impressie van een Kaukasische Kazak. Deze kopieën worden in een bepaalde 'oplage' van vrijwel identieke exemplaren gemaakt.

## De vervaardiging

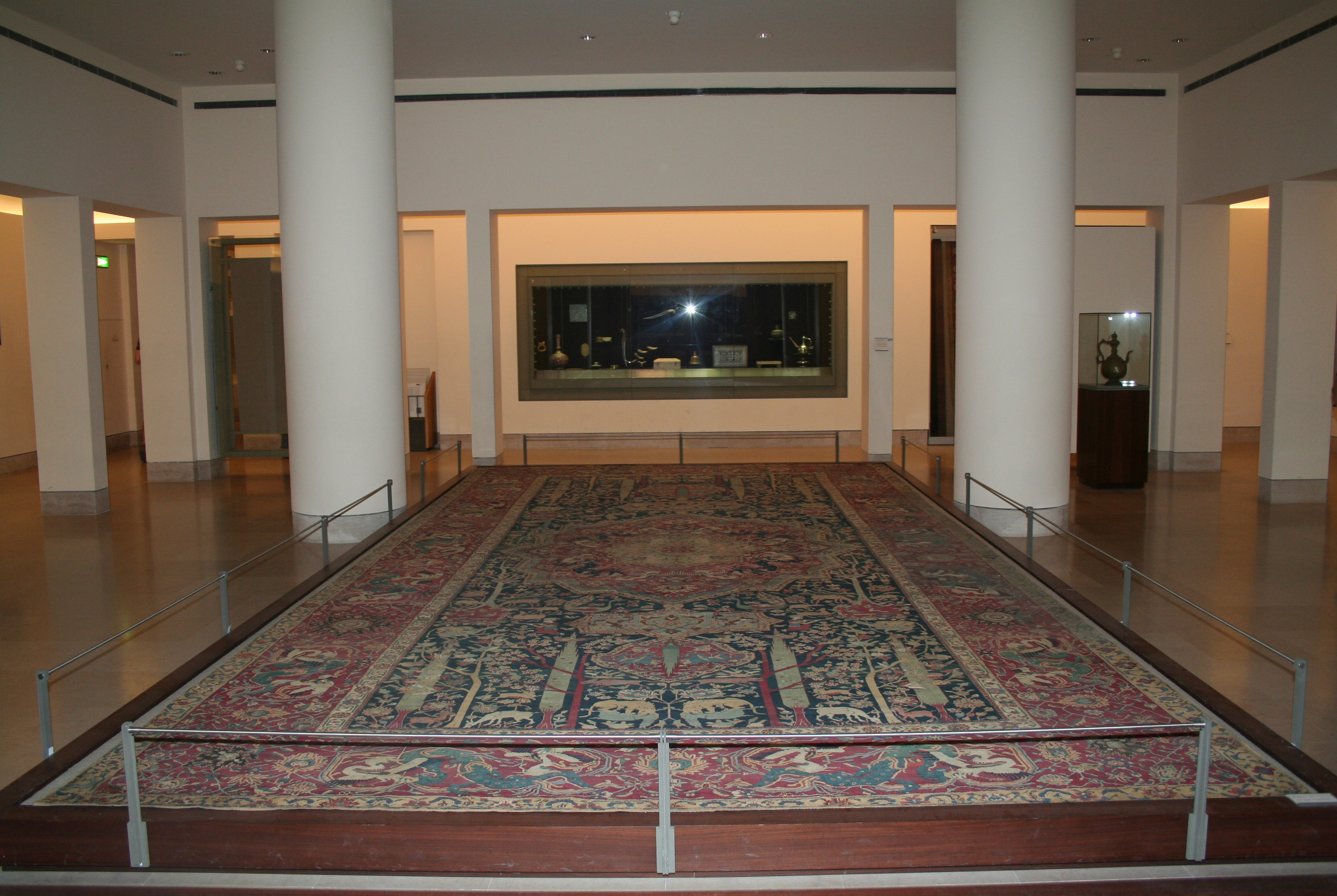
Een oud Perzisch tapijt in het Louvre

Een Perzisch tapijt wordt vervaardigd met behulp van een weefgetouw, het tapijtknopen wordt handmatig verricht. Het eindresultaat wordt sterk beïnvloed door het aantal kettingdraden (scheringdraden) dat per cm wordt gebruikt. Hoe meer kettingdraden, hoe fijner het werkstuk is. Tussen de kettingdraden worden de inslagdraden geweven. Na elke ingeweven inslagdraad (soms na twee of drie) volgt een rij knopen. Een knoop bestaat uit een draad die rond twee kettingdraden is geknoopt en daarna afgeknipt. De twee einden van deze draad, die verticaal op de geweven onderzijde staan, vormen de pool van het tapijt.
Het maken van een Perzisch tapijt van 4×3 meter kan wel tot zo'n zes jaar duren, afhankelijk van het ontwerp, aantal kettingdraden, aantal tapijtknopen en inslagdraden. Dit komt onder andere omdat het zeer fijn en nauwkeurig werk is dat veel concentratie vergt. Er wordt per werkdag maar zo'n anderhalf uur aan het tapijt gewerkt.

## De materialen
De gebruikte materialen zijn wol, zijde en katoen. Soms worden andere vezels gebruikt zoals jute, dit zijn echter hoge uitzonderingen.
- De wol is afkomstig van schapen, geiten en kamelen. Schapenwol is het meest gebruikte materiaal, ook geitenwol komt regelmatig voor. Kameelhaar wordt slechts incidenteel gebruikt voor producten die zijn vervaardigd door nomaden. Wol wordt gebruikt voor de pool en voor het grondweefsel: de ketting en de inslag.
- Zijde is een kostbaar materiaal en wordt gebruikt bij de vervaardiging van kostbare fijngeknoopte tapijten. Tot 1860 was zijde altijd van natuurlijke oorsprong maar na 1860 werd ook kunstzijde/gemerceriseerde (ontdekt door John Mercer in 1851) katoen gebruikt. Zijde wordt in de pool ook wel gebruikt samen met wol, de zijde dient dan om bepaalde details in het ontwerp te benadrukken. Zijde wordt eveneens gebruikt als kettingdraad, voornamelijk in zeer fijngeknoopte stukken. De kettingdraad moet dan dun zijn en de dunne zijdedraad is sterker dan een katoenen draad. Voor de inslagdraad wordt slechts zelden zijde gebruikt.
- Katoen is afkomstig van de katoenplant en wordt gebruikt voor de ketting en de inslag. Het gebruik van katoen in de pool, eventueel in combinatie met wol, komt voor bij kwalitatief mindere kleden. Het zonder vermelding gebruiken van glanskatoen/gemerceriseerde katoen in plaats van zijde komt voor.

## De soorten of typen
Een meer specifieke indeling van het Perzische tapijt is een indeling naar locatie en productieomstandigheden:
- nomadentapijten
- dorps- en boerentapijten
- ateliertapijten

Perzische tapijten worden aangeduid met namen die zijn afgeleid van de plaats of stam van herkomst bijvoorbeeld: Isfahan, Tabriz, Qom, Qasqhai en Shiraz. Een bijzondere plaats, als het gaat om de naam, neemt de Ziegler in. Dit tapijt is vernoemd naar een Britse firma.
Een indeling op gebruiksdoel is ook gebruikelijk, we spreken dan over een vloerkleed, een wandtapijt en een salonkleed. Deze indeling wordt gebruikt in de detailhandel, de bekende benaming gebedskleed behoort eveneens tot deze indeling.

### Nomadentapijten

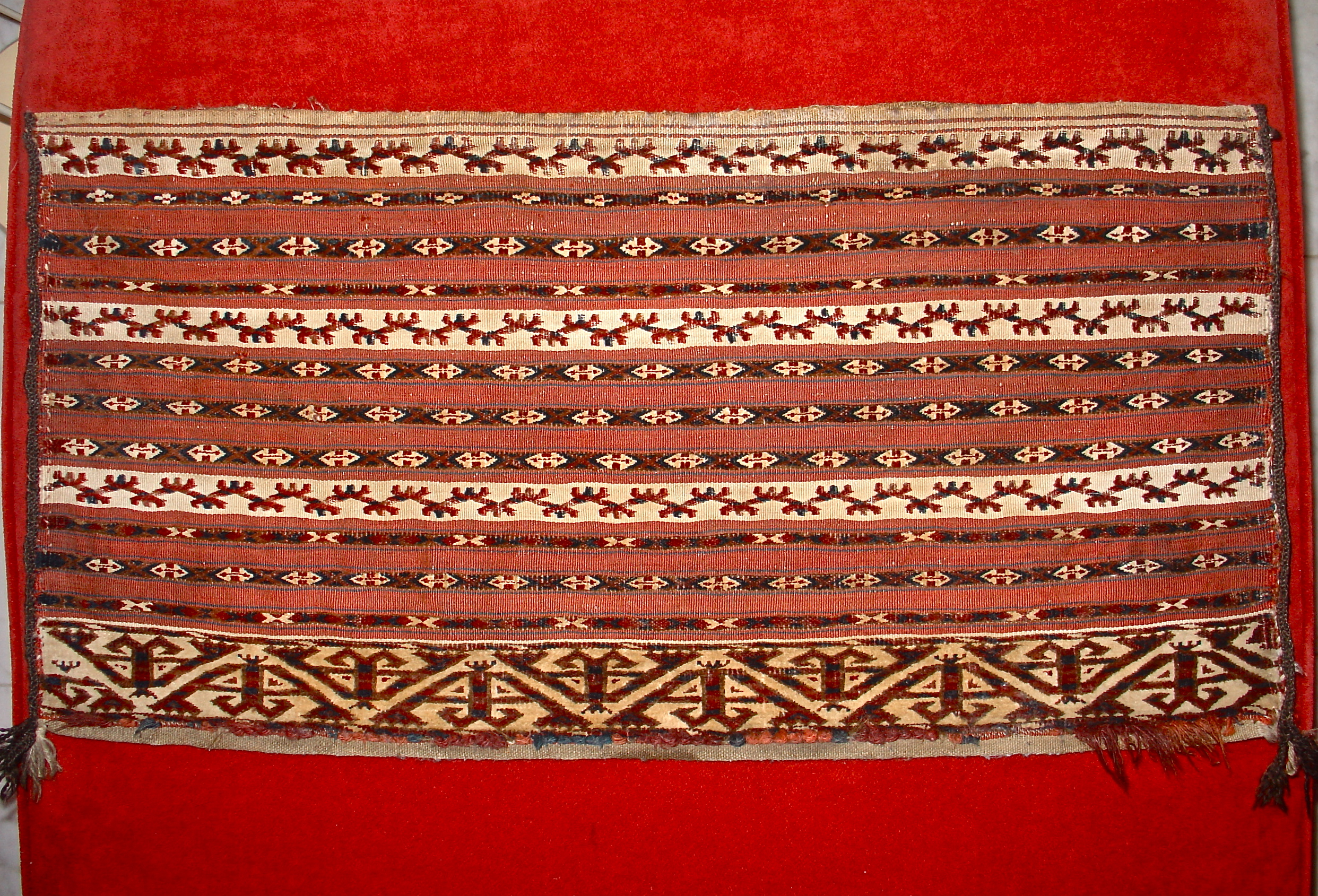
Een voorbeeld van een nomadisch gebruiksvoorwerp: lepeltas uit ± 1910 van Turkmeense Tekkenomaden. De lepeltas werd gebruikt in de kookhoek van de joert (tent). Afmeting 71 × 32 cm.

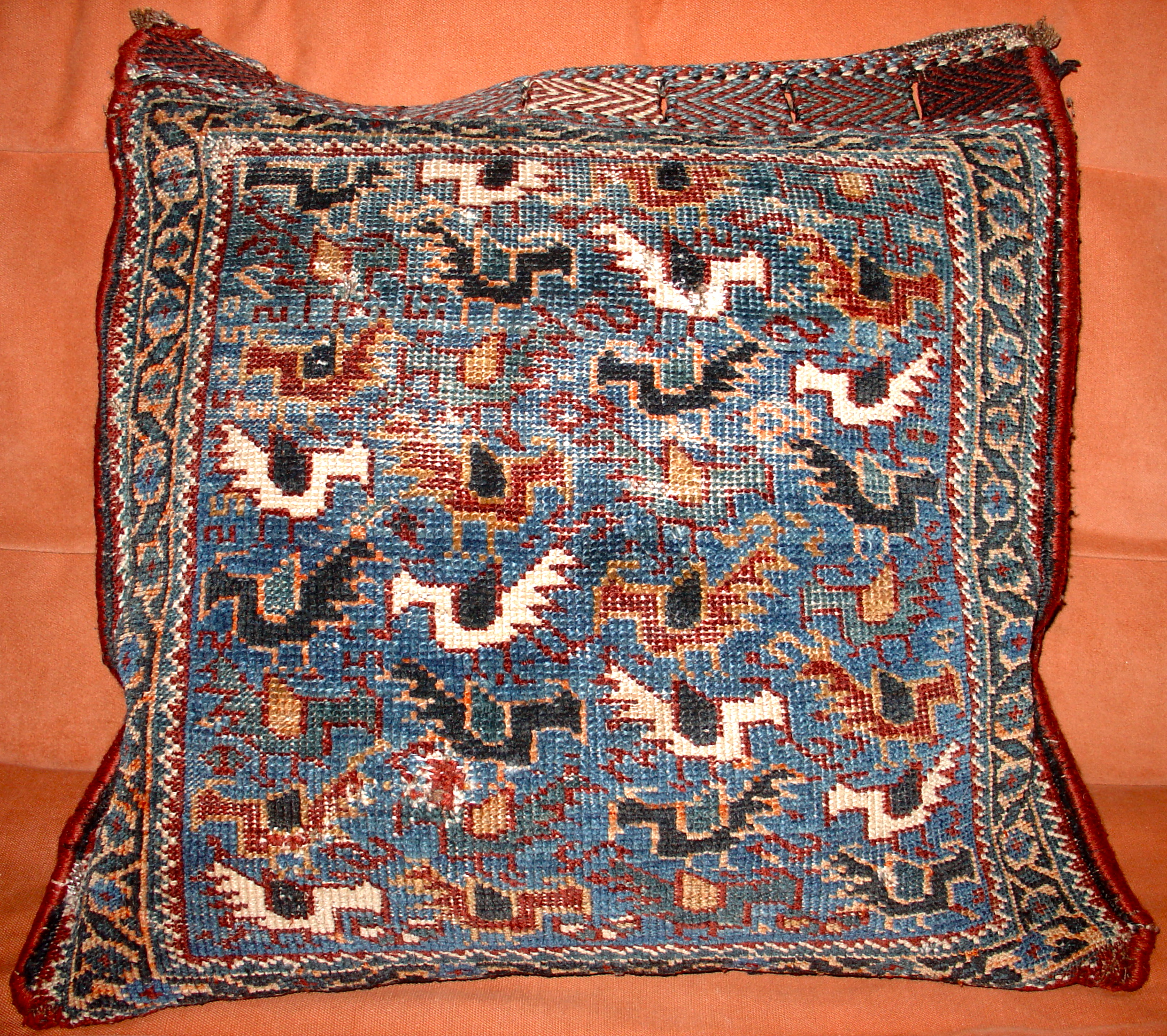
Oude Perzische Afshartas in gebruik als kussen

Nomaden zijn volkeren of stammen die rondtrekken en meestal in tenten wonen. Deze mensen houden schapen, geiten en ander kleinvee en beschikken over ruime hoeveelheden wol. Ze spinnen de wol met de hand en daarna wordt de wol geverfd. De gebruikte verfstoffen zijn voor een deel nog van plantaardige oorsprong. De kleden worden gekenmerkt door eenvoudige patronen en een vrij grove structuur. De gebruikte patronen worden al sinds eeuwen overgeleverd binnen de leefgemeenschap en hebben vaak betrekking op de dingen van alledag en de directe leef- en woonomgeving. De afbeeldingen van bloemen, planten, dieren en voorwerpen zijn meestal gestileerd weergegeven omdat een nauwkeurige weergave een veel fijnere knoping vereist. In het algemeen zijn (vooral de oudere) kleden volledig uit wol vervaardigd, naast wol op wol komt echter ook wol op katoen voor. Naast tapijten en kleinere kleedjes worden veel gebruiksvoorwerpen zoals tassen, zakken en tentband gemaakt.
Qashqai/Kaskay tas voorkant  en achterkant 
Ketting en twee keer doorgeweven inslag van katoen, 5400 Sennehknopen per dm2, tweedraads getwijnde wol

### Dorps- en boerentapijten

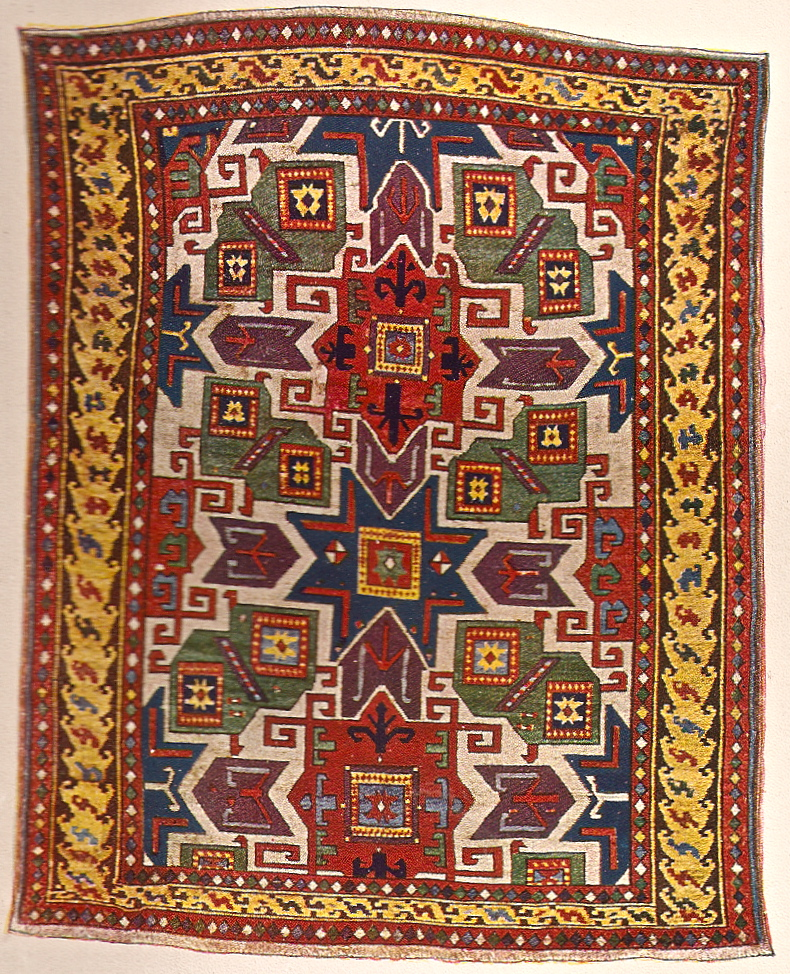

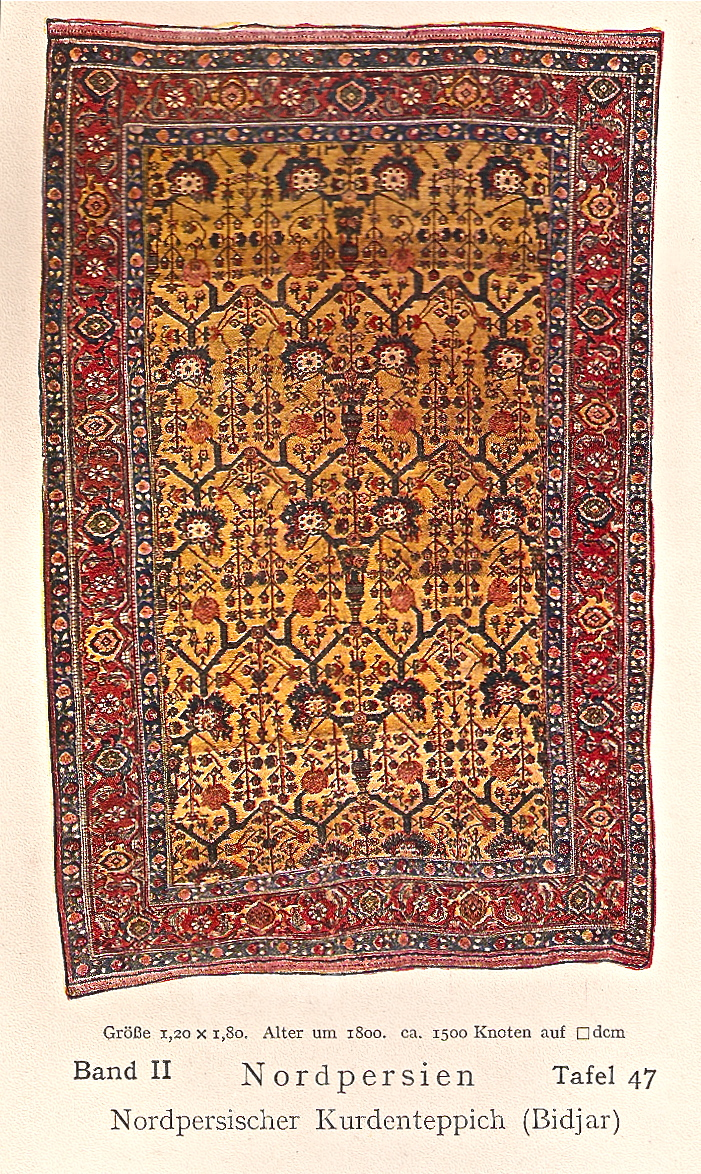

De dorps- en boerentapijten worden vervaardigd door mensen uit dorpen en boeren die wonen in de omtrek van dorpen en steden. Deze mensen hebben zich blijvend gevestigd en dit geeft aan hun bestaan een zekere stabiliteit. In de omgeving van de dorpen wordt vanouds katoen verbouwd en we zien dit terug in de producten, zelfs komt het spaarzaam gebruik van zijde in de pool voor. Naast wol op wol zijn veel kleden vervaardigd op een katoenen basis. De ontwerpen zijn eeuwenoud en over het algemeen zeer traditioneel. In de afgelopen eeuw is hierin wel wat veranderd, doordat men producten ging vervaardigen voor de export. De producten worden verhandeld in de dichtstbijgelegen stad of handelscentrum en soms worden alle kleden uit de omgeving van een dergelijk centrum naar deze stad genoemd. Als duidelijk voorbeeld geldt Hamadan, ongeveer tweehonderd dorpen uit de omgeving verkopen hun producten via Hamadan. Al deze kleden worden Hamadan genoemd en slechts enkele experts zijn in staat te zeggen uit welk dorp een bepaald product komt.
De Gendje-afbeelding rechtsboven is gescand uit Der Orienteppich van Werner Grote-Hasenbalg, gedrukt in Berlijn 1922. Het "Alter vermutl. 18 Jahrh" tapijt is een van de illustraties. Het is een archaïsch stukje huisvlijt. Dat het onder primitieve omstandigheden geknoopt is blijkt uit de onderste randpartij die veel smaller is dan de bovenste randpartij. Op een primitief knoopgetouw is het niet mogelijk de wollen kettingdraden (de draden in de lengte van het tapijt) tijdens het knopen bij te stellen. Hierdoor ontstaat er tijdens het knopen en doorweven van de inslagdraden een alsmaar toenemende spanning op de nog bloot liggende kettingdraden waardoor de respectievelijke inslagdraden en de knoopregels "omhoog gaan kruipen" en meer kettingdraadruimte in beslag nemen. De onderste rand is gedurende het knopen en aanslaan van de inslagdraden alsmaar meer in elkaar gedrukt. Ook de "doorlopende" tekening in het fond laat sporen zien van het gevecht dat de knoopster heeft geleverd met het dessin en haar onwillige knoopgetouw. Hoger in haar werk zien we dat het centrale bruine medaillon in breedte afneemt en in lengte toeneemt ten opzichte van het eerste. Een knooptelling van de twee bruine medaillons geeft een gelijk resultaat in aantal knopen in 90% van de tellingen. Het is dus mogelijk om zonder wetenschap betreffende de werkelijke herkomst van een tapijt toch een impressie te krijgen van de omstandigheden waaronder een tapijt tot stand is gebracht. Betreffende het "Alter vermutl. 18 Jahrh" is geheel voor verantwoording van de oude Werner want dat is op basis van deze afbeelding niet te controleren.
De Koerdische Bidjar rechts is ook een duidelijk voorbeeld van een dorps/seminomadische productie. Ook hier zien we de linker en rechter randen in de onderste hoeken wel redelijk netjes uitgewerkt voor wat betreft het dessin ten opzichte van de onderste rand, maar aan de bovenkant is de knoopster de tel duidelijk kwijt geraakt. De linker en rechter rand lopen door tot bovenaan het stuk.

### Ateliertapijten

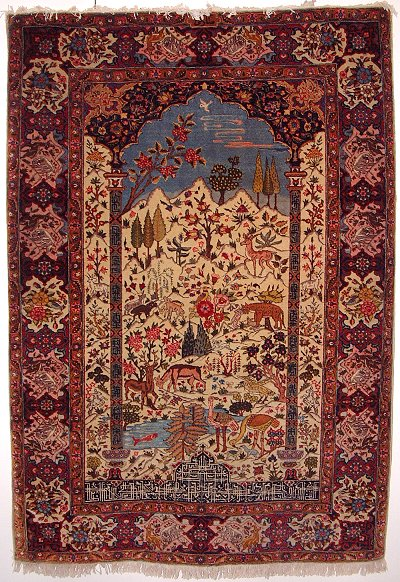
Picturale Tabriz

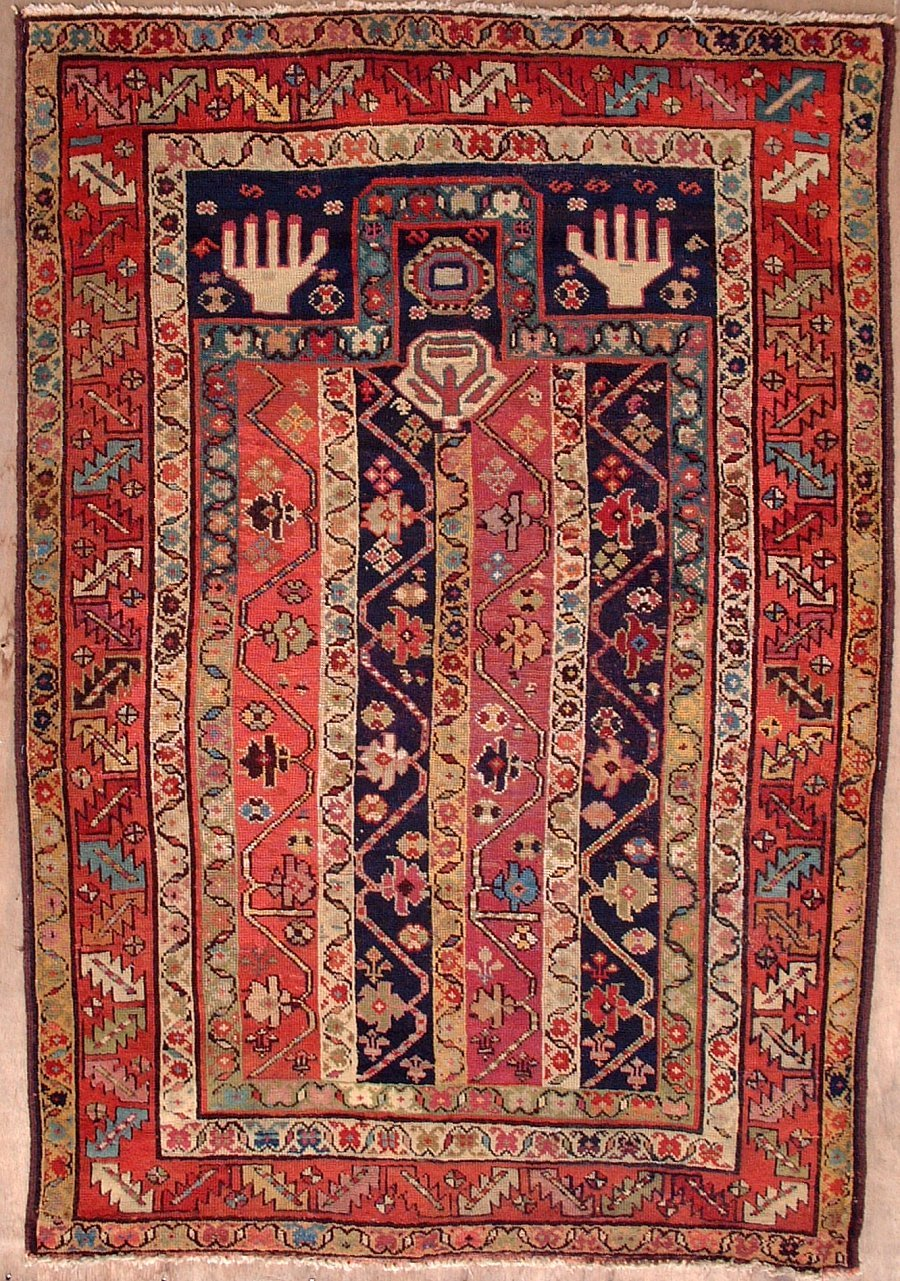
Shirvan gebedskleed, ~ 1900

De geschiedenis van de ateliers gaat terug tot de tijd der Safawiden. De heersende koningen (sjahs) lieten in de door hen verkozen hoofdstad ateliers inrichten voor het knopen van tapijten en andere kunstvormen zoals: schoonschrijven (kalligrafie), boekverluchting en miniaturen. De in die tijd gevestigde tradities van tapijtweven leven nog steeds in de huidige ateliers. De mooiste en kostbaarste tapijten worden vervaardigd in de ateliers van de grote steden. De tapijten worden gekenmerkt door hun fijnzinnigheid, fijne structuur en het gebruik van de beste grondstoffen. Toch worden ook hier alle tapijten geheel met de hand vervaardigd. De meest voorkomende combinaties van materiaal zijn: poolmateriaal wol/zijde op ketting en inslag van katoen en poolmateriaal zijde op ketting en inslag van zijde. De gebruikte indelingen en motieven zijn eeuwenoud evenals het kleurgebruik. Tegenwoordig worden plantaardige verfstoffen niet meer gebruikt. De huidige generatie 'chrome dyes" zijn licht- en watervast en het kleurenassortiment is zeer uitgebreid ten opzichte van het kleurenpalet dat met gebruik van plantaardige grondstoffen samengesteld kan worden. De kennis betreffende het gebruik van plantaardige verfstoffen is nagenoeg verdwenen, ondanks verwoede pogingen van enkele enthousiaste speurders naar de oude recepturen. In de ateliers worden voornamelijk kleden en tapijten geknoopt en vrijwel geen gebruiksvoorwerpen zoals kameel- en ezelstassen, zakken en zadeldekken.
Een voorbeeld van een ateliertapijt in de stijl van de Kaskay/Qashqaïnomaden: Gabbeh